# Lleis de la robòtica
Les tres lleis de la robòtica van ser escrites per Isaac Asimov, un escriptor rus de ciència-ficció. Tots els robots dels seus relats i novel·les estan dissenyats per a complir-les. Apareixen per primera vegada al relat "Runaround", del 1942, recollit dins del llibre "Jo, robot".
Les lleis diuen així:
1. Un robot no pot fer mal a un ésser humà o, per inacció, permetre que un ésser humà prengui mal.
2. Un robot ha d'obeir les ordres dels éssers humans, excepte si entren en conflicte amb la primera llei.
3. Un robot ha de protegir la seva pròpia existència en la mesura que aquesta protecció no entri en conflicte amb la primera o la segona llei.[1]

Els robots actuaran sempre respectant les lleis de la robòtica, no com una regla moral sinó perquè l'estructura del seu "cervell positrònic" està construïda al voltant d'elles; de fet, construir robots que no s'hi basessin obligaria a refer tota la ciència de la robòtica.
Aquestes lleis sorgeixen com a mesura de protecció dels humans. Segons Isaac Asimov, la concepció d'aquestes lleis volia contrarestar el temor que els robots es poguessin rebel·lar i atacar els seus creadors, i no són més que una aplicació de les lleis de les eines, no formulades per ser massa evidents: una eina ha de ser segura, ha de fer la tasca per la que està fabricada i no s'ha de fer malbé (amb aquest ordre de prioritats).

## Història de les tres lleis de la robòtica
Les 'tres lleis de la robòtica d'Asimov apareixen formulades per primera vegada el 1942, en el relat Cercle viciós, d'Asimov.
L'autor busca situacions contradictòries en què l'aplicació objectiva de les tres lleis es posa en dubte plantejant alhora interessants dilemes filosòfics i morals que, en aquesta col·lecció, Robots & Aliens estan més presents que mai.
Els primers robots construïts a la Terra (veure, per exemple, a Jo, robot) eren models poc avançats. Era una època en què la robopsicologia no estava desenvolupada. Aquests robots podien ser enfrontats a situacions en les quals es trobessin en un conflicte amb el compliment de les seves lleis. Una de les situacions més senzilles es dona quan un robot ha de fer mal a un ésser humà per evitar que dos o més pateixin mal. Aquí els robots decidien en funció d'un criteri exclusivament quantitatiu, quedant després inutilitzats, en veure's forçats a violar la primera llei.
Posteriors desenvolupaments en la robòtica van permetre la construcció de circuits més complexos, amb una major capacitat d'autoreflexió. Una peculiaritat dels robots és que poden arribar a redefinir el seu concepte de "dany" segons les seves experiències, i determinar nivells d'aquest. La seva valoració dels éssers humans també pot ser determinada per l'ambient. En aquest cas, es pot arribar a donar que un robot arribi a fer mal a un ésser humà per protegir a un altre que consideri de més vàlua, en particular el seu amo. També podria donar-se el cas que un robot danyés físicament a un ésser humà per evitar que un altre sigui danyat psicològicament, ja que arriba a ser una tendència al considerar els danys psicològics més greus que els físics. Aquestes situacions mai s'haguessin donat en robots més antics. Asimov planteja en les seves històries de robots les més diverses situacions, sempre considerant les possibilitats lògiques que podrien portar als robots a aquestes situacions.

## Llei Zero
Fou una llei que el robot Giskard Reventlov assimila per sobre de les altres tres lleis i implanta al cervell del robot Daneel Olivaw. Aquesta és una generalització de la primera llei que diu:
0. Un robot no pot fer mal a la Humanitat o, per inacció, permetre que la Humanitat prengui cap mal.
Aquesta llei obliga a Daneel Olivaw a prendre cura de la humanitat per sobre de cap altra cosa, fins i tot el benestar d'un ésser humà concret. La llei Zero es formula al final de Robots i Imperi i té un paper important a Fundació i Terra.